# Фіделіс (Флорида)
Фіделіс (англ. Fidelis) — переписна місцевість (CDP) в США, в окрузі Санта-Роза штату Флорида. Населення — 137 осіб (2020).

## Географія
Фіделіс розташований за координатами 30°55′50″ пн. ш. 87°1′51″ зх. д. / 30.93056° пн. ш. 87.03083° зх. д. (30.930497, -87.030735).  За даними Бюро перепису населення США в 2010 році переписна місцевість мала площу 7,39 км², з яких 7,35 км² — суходіл та 0,04 км² — водойми.

## Демографія
Згідно з переписом 2010 року, у переписній місцевості мешкало 156 осіб у 52 домогосподарствах у складі 42 родин. Густота населення становила 21 особа/км².  Було 61 помешкання (8/км²).
Расовий склад населення:
| - 89,7 % — білих - 5,8 % — корінних американців |

До двох чи більше рас належало 4,5 %. Частка іспаномовних становила 1,9 % від усіх жителів.
За віковим діапазоном населення розподілялося таким чином: 28,8 % — особи молодші 18 років, 55,2 % — особи у віці 18—64 років, 16,0 % — особи у віці 65 років та старші. Медіана віку мешканця становила 40,0 року. На 100 осіб жіночої статі у переписній місцевості припадало 97,5 чоловіків;  на 100 жінок у віці від 18 років та старших — 109,4 чоловіків також старших 18 років.
Цивільне працевлаштоване населення становило 15 осіб. Основні галузі зайнятості: транспорт — 60,0 %.